# Leucotmemis margariphera
Leucotmemis margariphera là một loài bướm đêm thuộc phân họ Arctiinae, họ Erebidae.